# Агнесса Аквитанская (королева Арагона)
Агне́сса Аквита́нская (фр. Agnès d'Aquitaine, исп. Inés de Aquitania, около 1105 года — около 1159 года) — королева Арагона, жена короля Рамиро II.

## Первый брак
Агнесса была дочерью Гильома IX, герцога Аквитании, и Филиппы Тулузской.
В 1117 году Агнесса была вышла замуж за Эмери V, виконта де Туар, и родила ему троих сыновей:
- Гильом (ум. до 1151), виконт де Туар с 1127
- Ги (умер раньше Гийома)
- Жоффруа IV де Туар (ум. 1173), виконт де Туар ранее 1151

Эмери V погиб в бою в 1127 году, и Агнесса оставалась вдовой в течение восьми лет.

## Второй брак
Вторым мужем Агнессы стал Рамиро II Арагонский. Супруги поженились 13 ноября 1135 года в соборе города Хака. Рамиро II не имел наследников и сумел добиться согласия Папы на брак с вдовой: Агнесса уже родила троих детей, все они пережили младенчество, поэтому вероятность того, что она даст Рамиро наследника представлялась высокой. Однако единственным ребёнком в браке стала дочь Петронила. После её рождения в 1137 году Рамиро отрёкся от престола, договорился о браке Петронилы с барселонским графом Рамоном Беренгером IV, а сам развёлся с женой и удалился в монастырь Сан-Педро.
Вероятнее всего, после развода Агнесса вернулась в Аквитанию, поскольку её имя далее не появлялось в арагонских хрониках периода правления её дочери Петронилы.
В конце жизни Агнесса удалилась в аббатство Фонтевро, где жила её мать, и умерла там около 1159 года.